# Högt bland Saarijärvis moar
Högt bland Saarijärvis moar (även kallad Bonden Paavo) är en välkänd dikt av Johan Ludvig Runeberg. Den ingår i avdelningen Idyll och epigram i debutsamlingen Dikter (1830). Huvudperson är bonden Paavo. Runeberg försörjde sig som ung två år som informator i Saarijärvi och Ruovesi, under vilken tid han kan ha fått inspiration för dikten.
Bonden Paavo drabbas av upprepad missväxt och hans fru är villig att ge upp: "Paavo, Paavo, olycksfödde gubbe, låt oss dö, ty Gud har oss förskjutit!", men Paavo misströstar inte: "Herren prövar blott, han ej förskjuter. Blanda du till dubbelt bark i brödet, jag vill gräva dubbelt större diken, men av Herren vill jag vänta växten." När åkern äntligen ger skörd tackar paret Gud. Hustrun ser fram emot ett år utan barkbröd, men Paavo ser grannens nöd: "Kvinna, kvinna, den blott tål att prövas, som en nödställd nästa ej förskjuter. Blanda du till hälften bark i brödet, ty förfrusen står vår grannes åker!"